# Diplaspis cordifolia
Diplaspis cordifolia là một loài thực vật có hoa trong họ Hoa tán. Loài này được (Hook.) Hook.f. mô tả khoa học đầu tiên năm 1856.